# Fabrice di Falco
Fabrice di Falco, est un chanteur lyrique français né le 31 décembre 1974 en Martinique. Il a une tessiture de sopraniste/contreténor qui rappelle celles des castrats de l'époque baroque.
Il est fait Officier de l'Ordre national du Mérite en 2022.

## Carrière
Fabrice di Falco dispose d'un timbre particulier de sopraniste / contreténor (falsettiste).
En 2004, il chante devant la reine de Danemark au palais de Fredensborg ainsi que devant le sultan Qabus ibn Saïd avec l'Orchestre symphonique royal d'Oman, dans un programme de Mozart dirigé par Russell Keable (en) en 2007.
En 2005, Fabrice di Falco est l'invité du célèbre Quatuor Comique au Trianon de Paris, pour la Nuit des Musiciens à l'Olympia de Paris, aux côtés du saxophoniste Manu Dibango, et en 2007, au Cirque d'hiver dans le spectacle musical des arts martiaux modernes Le souffle du Vent, où il interprète le rôle d'Orphée.
La discographie du sopraniste martiniquais comporte notamment un disque soliste avec l'Orchestre de Londres enregistré à Abbey Road Atudio, en 1999, dont le titre est Ombra Mai Fu.
On retrouve l'artiste dans le disque des opéras : Heptameron de Gerhard E. Winkler, Les Nègres de Lévinas, Agrippina de Haendel et en 2009 Les quatre jumelles de  Régis Campo.
Amoureux de la musique religieuse baroque, il forme un duo avec la claveciniste Huguette Grémy-Chauliac dans un programme spirituel, où il interprète entre autres le Stabat Mater de Vivaldi et le Salve Regina de Pergolèse.
Il rencontre notamment les metteurs en scène Stanislas Nordey, Dieter Dorn, Paul-Émile Fourny, Frédéric Fisbach, Jean-Christophe Sais et Marcello Lombardero[réf. souhaitée].
Il tourne pendant une dizaine d'années en duo avec Thomas Bloch et ses instruments rares (glassharmonica, ou harmonica de verre, ondes Martenot, cristal Baschet, ou structures Baschet), interprétant un répertoire original du XVIIIe siècle à la musique d'aujourd'hui. Ils participent à de nombreux festivals, événements, émissions, enregistrent (notamment Music for glassharmonica paru sur le label Naxos) et tournent pour les Jeunesses musicales de France. Ils ont également été invités à assurer la première partie du saxophoniste Manu Dibango à l'Olympia à Paris.
Fabrice di Falco suscite des vocations de chanteurs, notamment le contreténor Philippe Jaroussky, qui confie ainsi en 2007, à la journaliste Marie-Aude Roux du journal Le Monde ainsi que dans le New York Times qu'il était devenu contreténor en entendant le falsettiste martiniquais Fabrice di Falco lors d'un Festival dans les églises parisiennes[réf. souhaitée].
En 2017, il fonde le concours Voix des Outre-mer avec Julien Leleu, président de l’association les Contres Courants,. Ce concours parcourt les territoires ultramarins chaque année à la recherche de talents vocaux pour les former au chant lyrique alors que le manque de formation est criant dans ces régions. Grâce à ce concours, de nombreux jeunes issus des territoires ou départements d'Outre-mer peuvent accéder à un niveau national pour découvrir l'art de l'opéra.
En juin 2022, il est nommé parmi les membres de la liste de l'Ordre national du mérite. En février 2025, il reçoit sa récompense de l'ordre national du Mérite par Sébastien Lecornu, le ministre des Armées, qui déclare : « C'est une maison qui reçoit trop rarement des artistes. Ce soir, nous honorons un homme dont la voix fait résonner la grandeur de la France.»

## Critique
La critique nationale et internationale salue l'artiste Fabrice di Falco pour la qualité de son timbre pur et l'éclectisme de ses programmes musicaux, du baroque au jazz, en passant par la comédie musicale.
Son interprétation est appréciée dans de nombreux festivals nationaux et internationaux[réf. nécessaire], comme en novembre 2008, dans le cadre du festival C'est pas classique à Nice. Le spectacle, mis en scène par Fabrice di Falco, met à l'honneur la danse et le baroque où danse et voix ne forment qu'un[non neutre].

## Rôles
Fabrice di Falco interprète les rôles de : 
- Cupidon dans Sémélé de Haendel - direction Laure Morabito (1999) ;
- Sextus dans Jules César de Haendel - direction Patrick Bismuth (2000) ;
- Néron dans le Couronnement de Poppée de Monteverdi (2001) ;
- le magicien dans Heptameron de Gerhard E. Winkler au théâtre de Munich et au ZKM de Karlsruhe (2002) ;
- Narciso dans Agrippine de Haendel au Théâtre des Champs-Élysées - direction Jean-Claude Malgoire (2003) ;
- Diouf dans Les Nègres de Lévinas à l'Opéra de Lyon et au Grand théâtre de Genève (Suisse) - direction Bernard Kontarsky (2004)[10] ;
- Adshib dans l’Upupa de Henze à l'Opéra de Lyon et au Teatro Real de Madrid - (2005) direction Gérard Korsten ainsi qu'au Japon, au Suntory Hall avec l'Orchestre symphonique de Tokyo, direction Norichika Iimori (2007) ;
- Piranhas de Florence Baschet (2006) - direction Jean-Paul Odiau, un oiseau dans la Conférence des oiseaux de Lévinas à Venise (Italie) - direction Mark Forster (2006) ;
- Oberon dans Midsummer Night's Dream de Britten au Teatro Colon de Buenos Aires (Argentine) (2006) ;
- Orphée dans Le Souffle du Vent de Stéphane Anière et Martin Le Breton au Cirque d'Hiver Bouglione (2007), au P.O.P.B. (2009) et à la Tour Eiffel (2010);
- Oberon dans le Songe d'une Nuit d'été de Britten - direction Arthur Fagen à l'Opéra de Nice (2008), Opéra de Metz (France) (2016) ;
- Fougère Goldwashing dans Les Quatre jumelles de Régis Campo, direction Laurent Cuniot à l'Opéra de Massy, Théâtre Sylvia Monfort, Opéra de Rouen (2009) ;
- Grégor dans La Métamorphose de Lévinas à l'Opéra de Lille - direction Georges-Élie Octors (2011) ;
- Dem'Ter dans Deus Ex Machina de Stéphane Anière au théâtre de l'Avant Seine (2013);
- Fak dans Quai Ouest de Régis Campo d'après la pièce de Bernard-Marie Koltès à l'Opéra national du Rhin (2014) puis en langue allemande au Théâtre National de Nuremberg (Staatstheater Nürnberg) (2015).

## Distinctions
- 1999 : 1er prix de chant au Conservatoire de Boulogne-Billancourt
- 2016 :  Chevalier de la Légion d'honneur (2016)[11]
- 2022 :  Officier de l'ordre national du Mérite[12] ;  Chevalier de l'ordre des Arts et des Lettres[13].